# We Are Wolf
We Are Wolf ist eine 2000 gegründete Progressive-Metalcore-Band aus Bonn. Gründungsname der Band war Eat Unda Table.

## Geschichte
Zurzeit besteht die Band aus René Becker (Gesang), Andreas Lorenz (Gitarre), Florian Umbreit (Gitarre), Nico Ganser (Bass) und Jan Grabolle (Schlagzeug). Seit ihrer Gründung spielten sie unter anderem mit Bands wie Thy Art Is Murder, Six Feet Under, Misery Speaks, Dew-Scented, War from a Harlots Mouth, Fear My Thoughts, Burning Skies, Callejon, Machinemade God, Narziss und Fire in the Attic.
2006 veröffentlichte die Band noch unter altem Namen eine EP mit dem Titel Dressed Like Beauty Queens. 2008 folgte die Split-CD Follow the Asphalt gemeinsam mit A New Hope. Am 23. Oktober 2010 spielte die Band gemeinsam mit Six Reasons to Kill und We Butter the Bread with Butter im Neuenahrer Stadtteil Heimersheim auf dem Circle-Pit-Festival.
Die Band steht bei Noizgate Records unter Vertrag und veröffentlichte ihr Debütalbum Aeons am 30. Juli 2010. Dieses wurde von mehreren Internetmagazinen und Printmedien rezensiert und sehr gemischt aufgenommen. Zu diesen Magazinen gehören unter anderem Powermetal.de  und Metal.de.
Im April 2011 spielte die Gruppe auf der DVD Release Show der Band Six Feet Under in Köln. 2014 brachte die Gruppe die EP Masquerader heraus und im darauffolgenden Jahr 2015 ihr aktuelles Album Oklahoma.
Im März 2019 hat Gitarrist Felix Becker die Band verlassen. Mit dem neuen Gitarristen Florian Umbreit hat die Band bereits einen Nachfolger gefunden.

## Stil
Der Musikstil der Band hat sich über die Jahre vom Melodic Death Metal zum Progressive Metalcore gewandelt, jedoch enthält die Musik dennoch deutliche Hardcore-Punk-Elemente. Charakteristisch ist der Gutturale Gesang von René Becker, der zwischen Kreischen und Growlen wechselt.

## Diskografie
- 2003: Lunch (EP, D.I.Y., als Eat Unda Table veröffentlicht)
- 2006: Dressed Like Beauty Queens (EP, Pray for Nothing Records, als Eat Unda Table veröffentlicht)
- 2008: Follow the Asphalt (Split-CD gemeinsam mit A New Hope (Big Deal Records))
- 2010: Aeons (Album, Noizgate Records)
- 2014: Masquerader (EP, Noizgate Records)
- 2015: Oklahoma (Album, Noizgate Records)